# Karl John (Orientierungsläufer)
Karl John (geb. vor 1968) ist ein ehemaliger Schweizer Orientierungsläufer.
Bei den Weltmeisterschaften 1970 in der DDR belegte John im Einzellauf den zweiten Platz hinter Stig Berge aus Norwegen und vor seinem Landsmann Dieter Hulliger. Mit der Staffel wurde er Fünfter. Zwei Jahre später in der Tschechoslowakei gewann er mit Dieter Hulliger, Dieter Wolf und Bernhard Marti als Schlussläufer der Schweizer Staffel eine weitere Silbermedaille bei einer Weltmeisterschaft.
1969 wurde Karl John in Bürchen VS Schweizer Meister.

## Platzierungen
Weltmeisterschaften:
- 1968: 38. Platz Einzel, 4. Platz Staffel
- 1970: 2. Platz Einzel, 5. Platz Staffel
- 1972: 14. Platz Einzel, 2. Platz Staffel
- 1974: 13. Platz Einzel, 4. Platz Staffel
- 1976: 22. Platz Einzel, 5. Platz Staffel